# パークラン

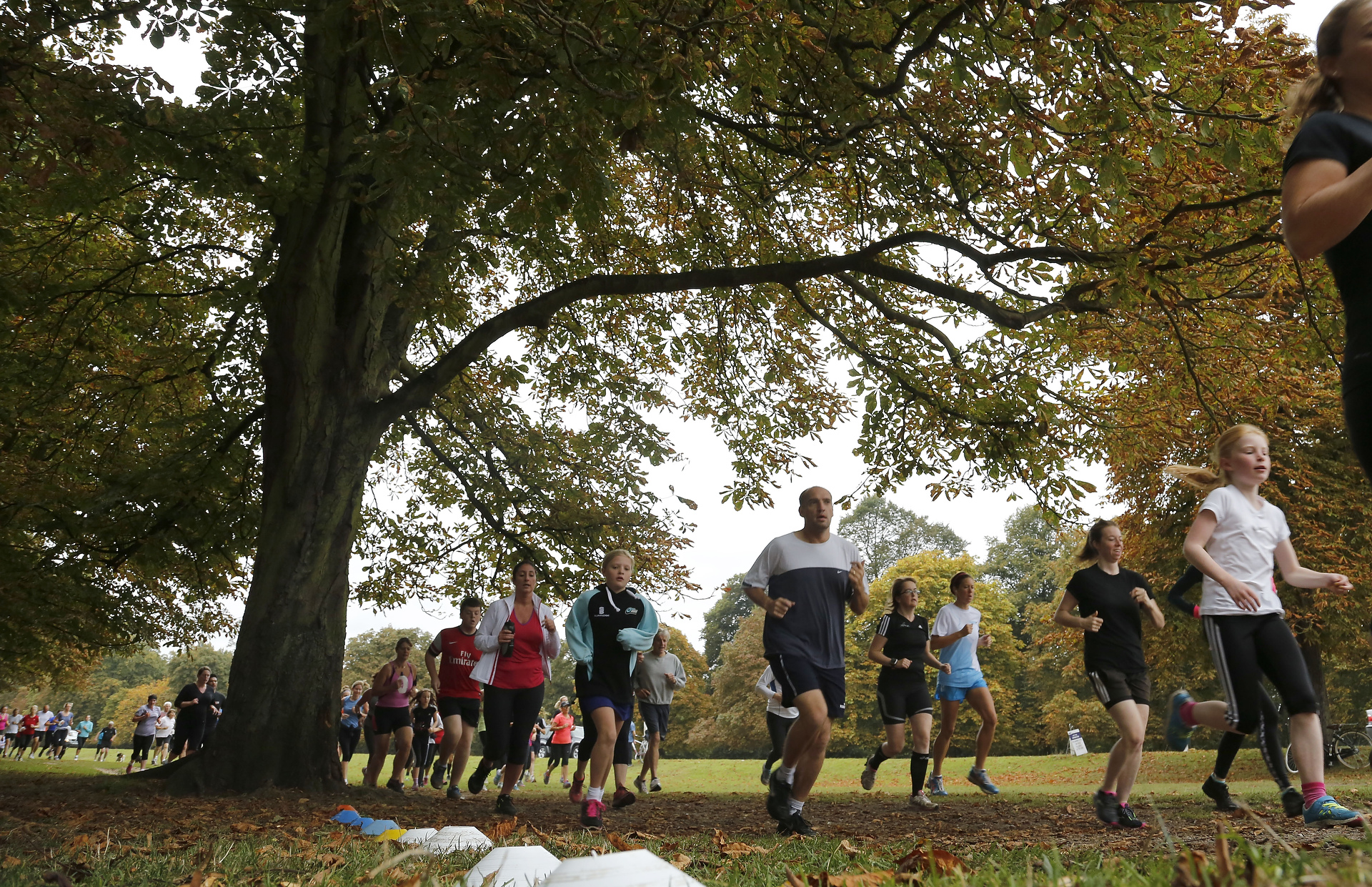
ブッシー・パークランでの最初のイベント

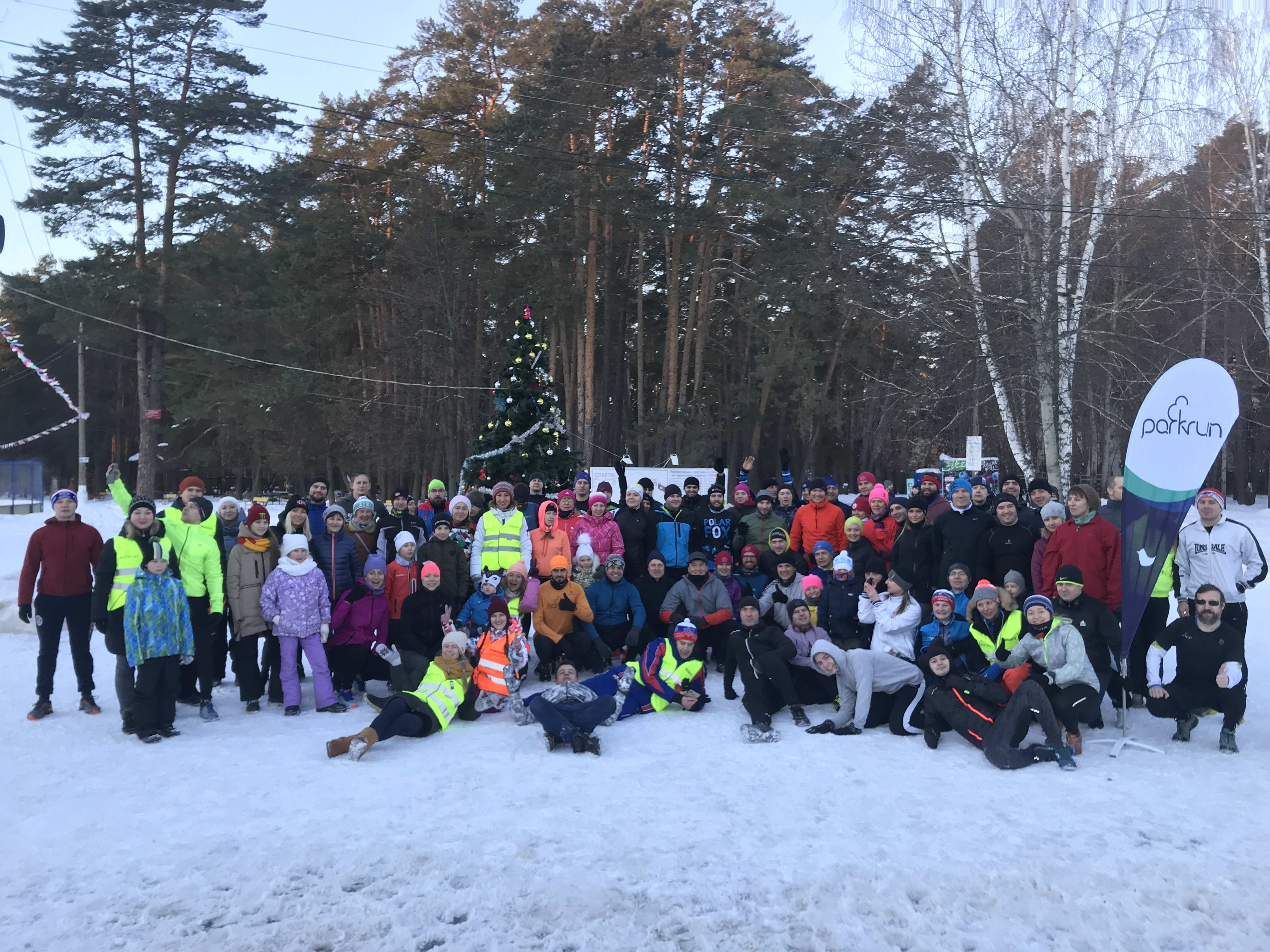
ロシアのセルプーホフ・パークランで

パークラン (英語: Parkrun、parkrunをロゴとして使用) は、五大陸の 22 か国の2,000以上の場所で、毎週土曜日の朝に開催される、5キロ (3.1 マイル) のジョギングおよびウォーキングのイベントである。

## 概要
パークランは、五大陸の 22 か国の2,000以上の場所で、毎週土曜日の朝に開催される、歩く人たち、走る人たち、ボランティアのための、5キロ (3.1 マイル) のイベントの集合体である。ジュニア・パークランは、日曜日の朝に4～14歳の子供たち向けに、2キロメートル (1+1⁄4 マイル) のイベントを提供する付属イベントで、これを併設していることもある。これらイベントには無料で参加でき、本部の少人数のスタッフもサポートするボランティアによって提供されている。
パークランは、2004年10月2日に英国ロンドンのブッシー公園でポール・シントン＝ヒューイット（Paul Sinton-Hewitt）によって設立された。このイベントは当初「ブッシー・パーク・タイム・トライアル」（Bushy Park Time Trial）と呼ばれていた。後の2008年に「パークラン」という名前を採用し、他の国に拡大する前には「UK Time Trials」と呼ばれる同様のイベントのネットワークに成長した。英国以外での最初のイベントは、2007 年にジンバブエ、続いて2009年にデンマーク、2011年に南アフリカとオーストラリア、2012年にアメリカ合衆国で開催された。シントン＝ヒューイットは2014年、グラスルーツ・スポーツへの貢献のため大英帝国勲章CBEを授与された。2018年には、世界中で500万人以上のランナーが登録された。
各イベントは、公園、奥ゆかしい家、森、川、湖、貯水池、ビーチ、遊歩道、刑務所、自然保護区など、さまざまな場所で開催されている。50回、100回、250回、または 500 回のランを完了したランナーには、無料のTシャツが贈られている。ランナーは任意のパークラン・イベントに移動して、完走できる。移動するランナーは「ツーリスト」と呼ばれ、チャレンジに向かって完走することができる。男性の記録保持者はアンディー・バッデリー（Andy Baddeley）で、タイムは13分48秒。女性の記録保持者はローレン・リード（Lauren Reid）で、タイムは15分45秒。

## パークランが行われている国々
パークランは、22カ国で行われている（2021年5月現在）。

## 日本
日本では、2019年4月6日に東京都・二子玉川で初めてのイベントが開催されて以来、現在24ヶ所で行われている。

### 写真集

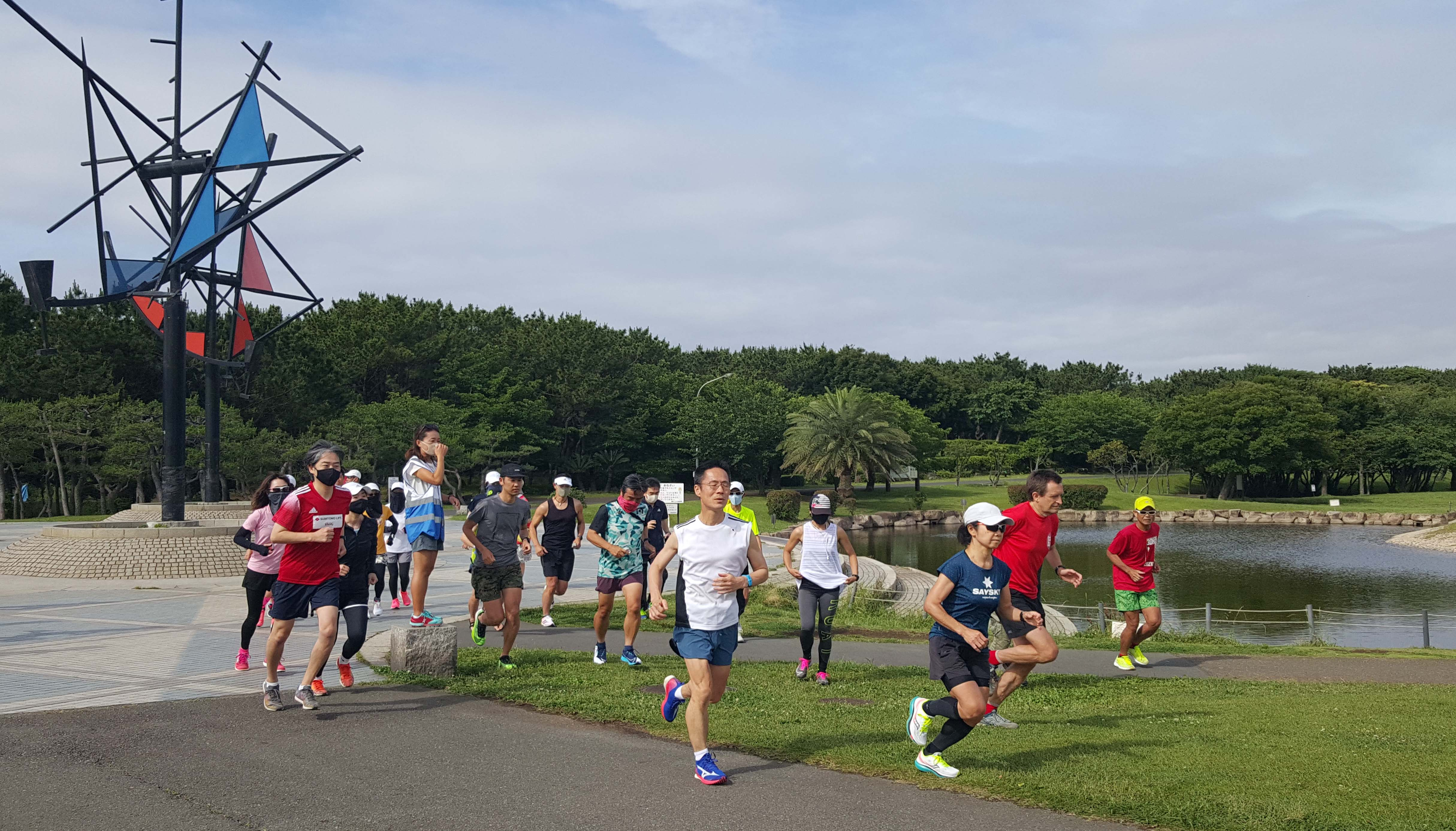
パークランのスタート（神奈川県辻堂海浜公園で）
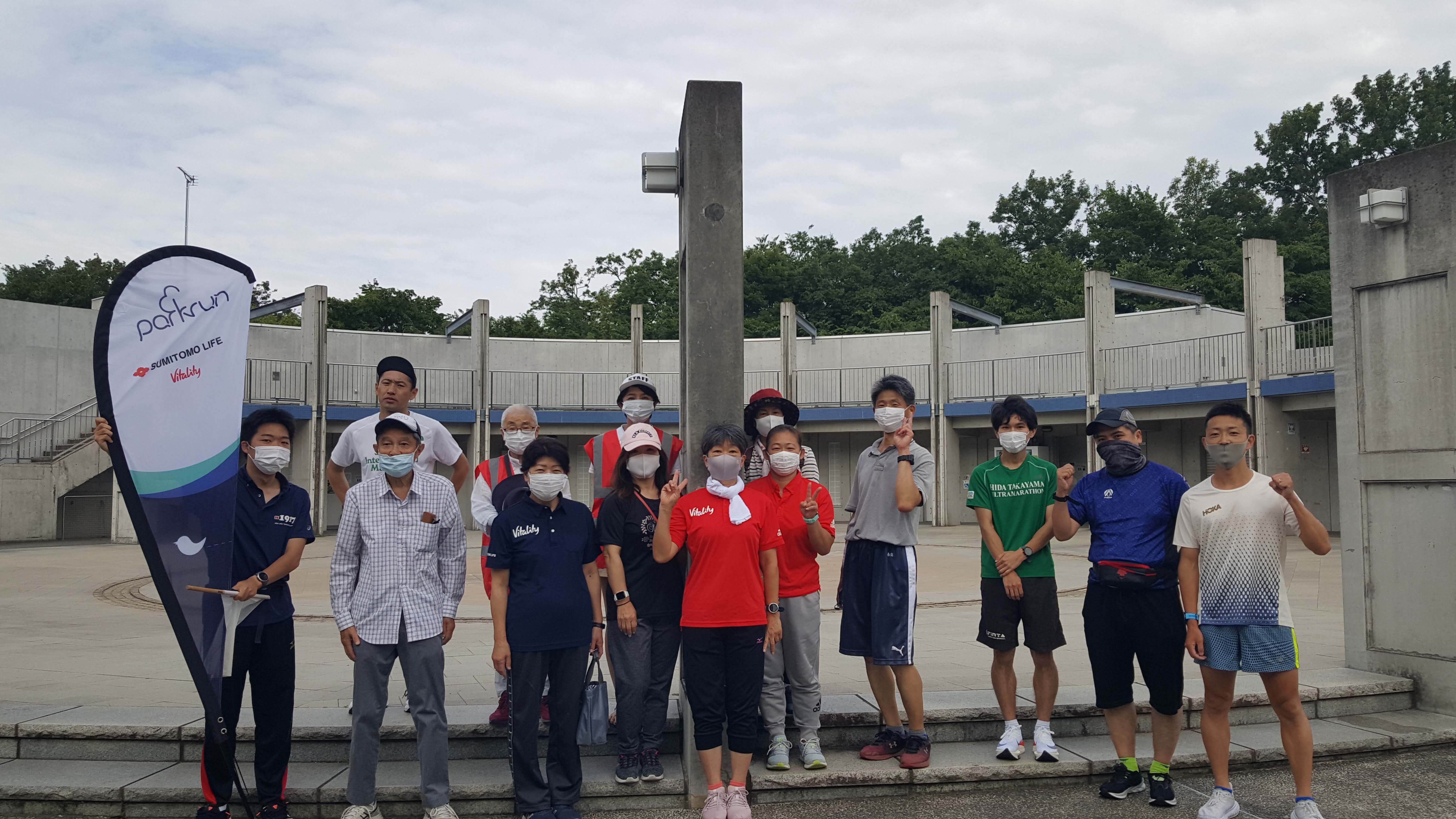
パークランが始まる直前の集合写真（大磯運動公園で）
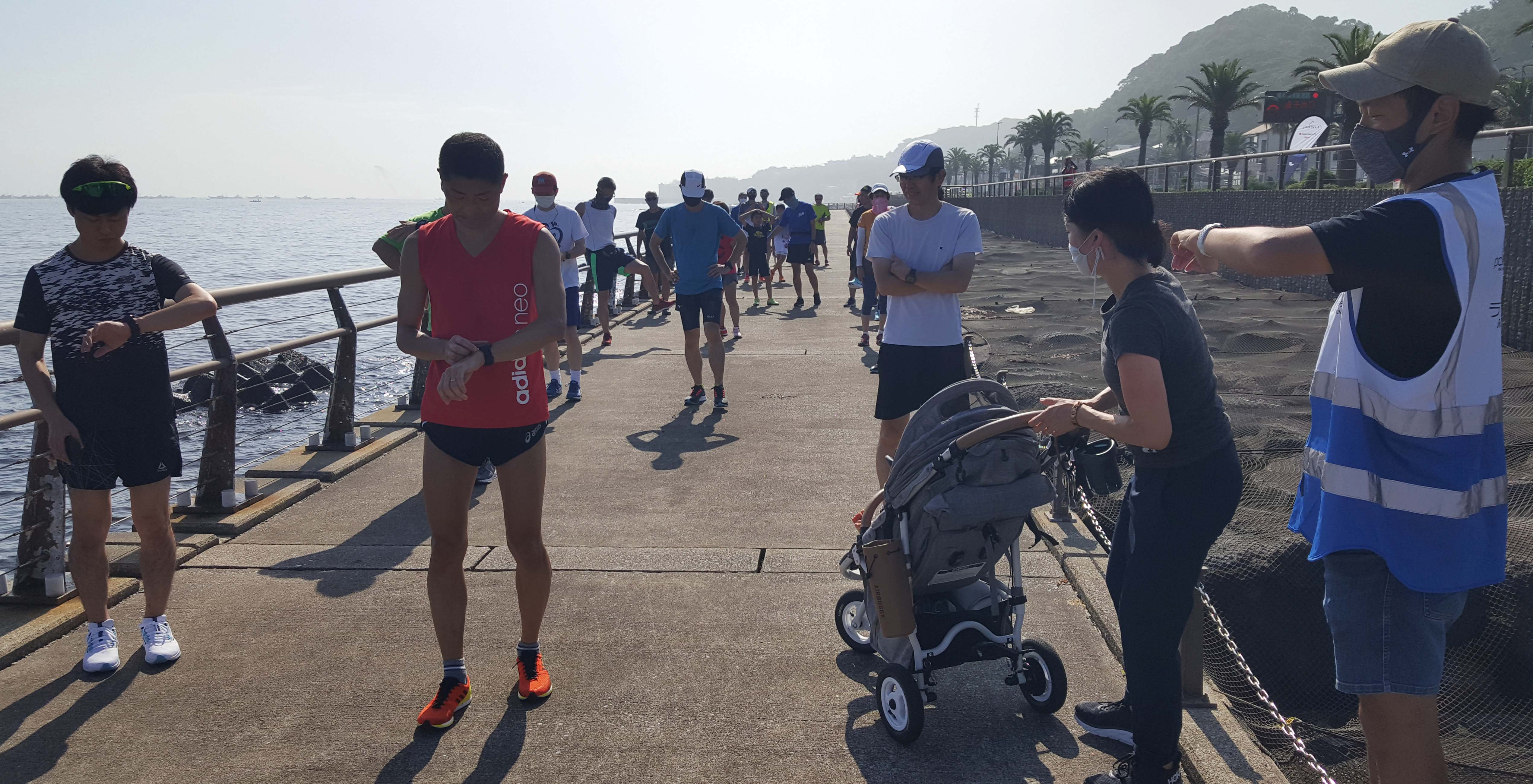
ランナ－もウォーカーも、赤ちゃんを連れたこのママも、パークラン・スタートの直前（馬堀海岸で）

## 参照項目
- イギリスのパークラン一覧 (en:List of Parkruns in the United Kingdom)
- アメリカ合衆国のパークラン一覧 (en:List of Parkruns in the United States of America)
- フランスのパークラン一覧 (en:List of Parkruns in France)
- アウトドア・フィットネス (en:Outdoor fitness)